# Fengolo
Fengolo è una città e sottoprefettura della Costa d'Avorio appartenente al dipartimento di Madinani. Conta una popolazione di 5 929 abitanti (censimento 2014).